# Liste des matchs de l'équipe de Guinée-Bissau de football par adversaire
Cette liste présente les matchs de l'équipe de Guinée-Bissau de football par adversaire rencontré.
- Haut – A
- B
- C
- D
- E
- F
- G
- H
- I
- J
- K
- L
- M
- N
- O
- P
- Q
- R
- S
- T
- U
- V
- W
- X
- Y
- Z

## A

### Algérie
| Date            | Lieu                       | Match                   | Score | Compétition  |
| 14 août 1992    | Oran, Algérie              | Algérie - Guinée-Bissau | 3-1   | Match amical |
| 23 janvier 1993 | Bissau, Guinée équatoriale | Guinée-Bissau - Algérie | 1-4   | Match amical |

Bilan
- Total de matchs disputés : 2
- Victoires de l'équipe de Guinée-Bissau : 0
- Victoires de l'équipe d'Algérie : 2
- Match nul : 0

### Angola
| Date            | Lieu                  | Match                  | Score | Compétition             |
| 10 juillet 1985 | ???? Angola           | Angola - Guinée-Bissau | 3-1   | Match amical            |
| 26 juillet 1987 | -                     | Angola - Guinée-Bissau | 0-0   | Match amical            |
| 9 octobre 2010  | Luanda, Angola        | Angola - Guinée-Bissau | 1-0   | Qualifications CAN 2012 |
| 8 octobre 2011  | Bissau, Guinée-Bissau | Guinée-Bissau - Angola | 0-2   | Qualifications CAN 2012 |

Bilan
- Total de matchs disputés : 4
- Victoires de l'équipe d'Angola : 3
- Victoires de l'équipe de Guinée-Bissau : 0
- Match nul : 1

## B

### Bénin
| Date            | Lieu     | Match                 | Score | Compétition                              |
| 3 novembre 2001 | Bamako   | Bénin - Guinée-Bissau | 2-7   | Match amical                             |
| 29 juin 2019    | Ismaïlia | Bénin - Guinée-Bissau | 0-0   | Coupe d'Afrique des nations 2019 (gr. F) |

#### Bilan
- Total de matchs disputés : 2
- Victoires de la Guinée-Bissau : 1
- Matchs nuls : 1
- Victoires du Bénin : 0
- Total de buts marqués par la Guinée-Bissau : 7
- Total de buts marqués par le Bénin : 2

### Botswana
| Date            | Lieu                  | Match                    | Score | Compétition             |
| 19 juillet 2014 | Gaborone, Botswana    | Botswana - Guinée-Bissau | 2-0   | Qualifications CAN 2015 |
| 2 août 2014     | Bissau, Guinée-Bissau | Guinée-Bissau - Botswana | 1-1   | Qualifications CAN 2015 |

Bilan
- Total de matchs disputés : 2
- Victoires de l'Équipe du Botswana : 1
- Victoires de l'équipe de Guinée-Bissau : 0
- Match nul : 1

## C

### Cameroun
| Date            | Lieu       | Match                    | Score | Compétition                              |
| 29 février 2012 | Bissau     | Guinée-Bissau - Cameroun | 0-1   | Qualifications CAN 2013                  |
| 16 juin 2012    | Yaoundé    | Cameroun - Guinée-Bissau | 1-0   | Qualifications CAN 2013                  |
| 18 janvier 2017 | Libreville | Cameroun - Guinée-Bissau | 2-1   | CAN 2017                                 |
| 25 juin 2019    | Ismaïlia   | Cameroun - Guinée-Bissau | 2-0   | Coupe d'Afrique des nations 2019 (gr. F) |

#### Bilan
- Total de matchs disputés : 4
- Victoires de l'équipe du Cameroun : 4
- Victoires de l'équipe de Guinée-Bissau : 0
- Match nul : 0

### Cap-Vert
| Date             | Lieu                   | Match                    | Score         | Compétition             |
| 7 janvier 1979   | Bissau, Guinée-Bissau  | Guinée-Bissau - Cap-Vert | 3-0           | Coupe Amílcar Cabral    |
| 7 février 1981   | Bamako, Mali           | Cap-Vert - Guinée-Bissau | 3-0           | Coupe Amílcar Cabral    |
| 15 février 1985  | Banjul, Gambie         | Cap-Vert - Guinée-Bissau | 2-0           | Coupe Amílcar Cabral    |
| 2 mars 1987      | Conakry, Guinée        | Cap-Vert - Guinée-Bissau | 0-0 (5-4 pen) | Coupe Amílcar Cabral    |
| 27 mai 1989      | Bamako, Mali           | Guinée-Bissau - Cap-Vert | 3-2           | Coupe Amílcar Cabral    |
| 22 novembre 1991 | Dakar, Sénégal         | Cap-Vert - Guinée-Bissau | 2-1           | Coupe Amílcar Cabral    |
| 14 juin 1992     | Bissau, Guinée-Bissau  | Guinée-Bissau - Cap-Vert | 3-1           | Qualifications CAN 1994 |
| 28 juin 1992     | - Cap-Vert             | Cap-Vert - Guinée-Bissau | 1-0           | Qualifications CAN 1994 |
| 5 juillet 1992   | Bissau, Guinée-Bissau  | Guinée-Bissau - Cap-Vert | 1-0           | Qualifications CAN 1994 |
| 27 novembre 1995 | Nouakchott, Mauritanie | Cap-Vert - Guinée-Bissau | 4-3           | Coupe Amílcar Cabral    |
| 7 décembre 2007  | Bissau, Guinée-Bissau  | Guinée-Bissau - Cap-Vert | 1-1 (2-3 pen) | Coupe Amílcar Cabral    |
| 16 novembre 2010 | Lisbonne, Portugal     | Cap-Vert - Guinée-Bissau | 2-1           | Match amical            |

Bilan
- Total de matchs disputés : 12
- Victoires de l'équipe de du Cap-Vert : 6
- Victoires de l'équipe de Guinée-Bissau : 4
- Match nul : 2

### Congo
| Date             | Lieu                             | Match                 | Score | Compétition             |
| 5 septembre 2015 | Bissau, Guinée-Bissau            | Guinée-Bissau - Congo | 2-4   | Qualifications CAN 2017 |
| 4 septembre 2016 | Brazzaville, République du Congo | Congo - Guinée-Bissau | 1-0   | Qualifications CAN 2017 |

Bilan
- Total de matchs disputés : 2
- Victoires de l'équipe du Congo : 2
- Victoires de l'équipe de Guinée-Bissau : 0
- Match nul : 0

### Côte d´Ivoire
Les confrontations Guinée-Bissau - Côte d´Ivoire
| Date            | Lieu    | Match                         | Score | Compétition        |
| --------------- | ------- | ----------------------------- | ----- | ------------------ |
| 13 Janvier 2024 | Abidjan | Côte d´Ivoire - Guinée-Bissau | 2-0   | CAN2024 (Groupe A) |

## E

### Égypte
| 15 Janvier 2022 | Garoua | Guinée-Bissau - Égypte | 0-1 | Can 2022 |
| --------------- | ------ | ---------------------- | --- | -------- |

## G

### Gabon
| Date            | Lieu              | Match                 | Score | Compétition |
| 14 janvier 2017 | Libreville, Gabon | Gabon - Guinée-Bissau | 1-1   | CAN 2017    |
|                 |                   |                       |       |             |

Bilan
- Total de matchs disputés : 1
- Victoires de l'équipe de Gambie : 0
- Victoires de l'équipe de Guinée-Bissau : 0
- Match nul : 1

### Gambie
| Date           | Lieu               | Match                  | Score | Compétition  |
| 8 juin 1975    | Banjul, Gambie     | Gambie - Guinée-Bissau | 1-0   | Match amical |
| 9 février 2011 | Lisbonne, Portugal | Gambie - Guinée-Bissau | 1-3   | Match amical |

Bilan
- Total de matchs disputés : 2
- Victoires de l'équipe de Gambie : 0
- Victoires de l'équipe de Guinée-Bissau : 2
- Match nul : 0

### Ghana

#### Confrontations
Confrontations entre la Guinée-Bissau et le Ghana :
|  | Date           | Lieu | Match                 | Score | Compétition                              |
|  | -------------- | ---- | --------------------- | ----- | ---------------------------------------- |
|  | 2 juillet 2019 | Suez | Guinée-Bissau - Ghana | 0-2   | Coupe d'Afrique des nations 2019 (gr. F) |

#### Bilan
- Total de matchs disputés : 1
- Victoires de la Guinée-Bissau : 0
- Matchs nuls :
- Victoires du Ghana : 1
- Total de buts marqués par la Guinée-Bissau : 0
- Total de buts marqués par le Ghana : 2

### Guinée
| Date             | Lieu | Match                  | Score | Compétition  |
| 3 décembre 1997  | -    | Guinée - Guinée-Bissau | 2-0   | Match amical |
| 9 mai 2000       | -    | Guinée - Guinée-Bissau | 2-1   | Match amical |
| 18 novembre 2005 | -    | Guinée - Guinée-Bissau | 2-2   | Match amical |

Bilan
- Total de matchs disputés : 3
- Victoires de l'équipe de Guinée : 2
- Victoires de l'équipe de Guinée-Bissau : 0
- Match nul : 1

### Guinée équatoriale
| Date            | Lieu                  | Match                              | Score | Compétition                      |
| 10 août 2011    | Lisbonne, Portugal    | Guinée équatoriale - Guinée-Bissau | 1-4   | Match amical                     |
| 18 Janvier 2024 | Abidjan Côte d´Ivoire | Guinée équatoriale - Guinée-Bissau | 4-2   | Coupe d´Afrique des nations 2024 |

Bilan
- Total de matchs disputés : 2
- Victoires de l'équipe de Guinée équatoriale : 1
- Victoires de l'équipe de Guinée-Bissau : 1
- Match nul : 0

## K

### Kenya
| Date             | Lieu                  | Match                 | Score | Compétition             |
| 4 septembre 2010 | Bissau, Guinée-Bissau | Guinée-Bissau - Kenya | 1-0   | Qualifications CAN 2012 |
| 3 septembre 2011 | Nairobi, Kenya        | Kenya - Guinée-Bissau | 2-1   | Qualifications CAN 2012 |
| 23 mars 2016     | Bissau, Guinée-Bissau | Guinée-Bissau - Kenya | 1-0   | Qualifications CAN 2017 |
| 27 mars 2016     | Nairobi, Kenya        | Kenya - Guinée-Bissau | 0-1   | Qualifications CAN 2017 |

Bilan
- Total de matchs disputés : 4
- Victoires de l'équipe du Kenya : 1
- Victoires de l'équipe de Guinée-Bissau : 3
- Match nul : 0

## L

### Liberia
| Date            | Lieu                  | Match                   | Score | Compétition                       |
| 8 octobre 2015  | Monrovia, Liberia     | Liberia - Guinée-Bissau | 1-1   | Éliminatoires Coupe du monde 2018 |
| 13 octobre 2015 | Bissau, Guinée-Bissau | Guinée-Bissau - Liberia | 1-3   | Éliminatoires Coupe du monde 2018 |

Bilan
- Total de matchs disputés : 2
- Victoires de l'équipe du Liberia : 1
- Victoires de l'équipe de Guinée-Bissau : 0
- Match nul : 1

## M

### Mali
| Date              | Lieu                  | Match                | Score | Compétition                        |
| 15 janvier 1976   | Banjul, Gambie        | Guinée-Bissau - Mali | 2-2   | Match amical                       |
| 1er décembre 1997 | Banjul, Gambie        | Guinée-Bissau - Mali | 1-6   | Match amical                       |
| 7 mai 2000        |                       | Mali - Guinée-Bissau | 3-2   | Match amical                       |
| 10 octobre 2003   | Bissau, Guinée-Bissau | Guinée-Bissau - Mali | 1-2   | Qualifications Coupe du monde 2006 |
| 14 novembre 2003  | Bamako, Mali          | Mali - Guinée-Bissau | 2-0   | Qualifications Coupe du monde 2006 |
| 20 juin 2015      | Bissau, Guinée-Bissau | Guinée-Bissau - Mali | 1-1   | Qualifications CHAN 2016           |
| 3 juillet 2015    | Bamako, Mali          | Mali - Guinée-Bissau | 3-1   | Qualifications CHAN 2016           |

Bilan
- Total de matchs disputés : 7
- Victoires de l'équipe du Mali : 5
- Victoires de l'équipe de Guinée-Bissau : 0
- Match nul : 2

### Mauritanie
| Date            | liu | Match                      | Score | Compétition  |
| 5 mai 2000      |     | Mauritanie - Guinée-Bissau | 0-1   | Match amical |
| 7 novembre 2001 |     | Mauritanie - Guinée-Bissau | 0-1   | Match amical |

Bilan
- Total de matchs disputés : 2
- Victoires de l'équipe de Mauritanie : 0
- Victoires de l'équipe de Guinée-Bissau : 2
- Match nul : 0

### Nigeria
Les confrontations Nigeria - Guinée-Bissau
| Date            | Lieu    | Match                   | Score | Compétition             |
| --------------- | ------- | ----------------------- | ----- | ----------------------- |
| 19 Janvier 2022 | Garoua  | Guinée-Bissau - Nigeria | 0-2   | CAN 2022 (Groupe D)     |
| 24 Mars 2023    | Abuja   | Nigeria - Guinée-Bissau | 0-1   | QUALIFICATIONS CAN 2024 |
| 27 Mars 2023    | Bissau  | Guinée-Bissau - Nigeria | 0-1   | QUALIFICATIONS CAN 2024 |
| 22 Janvier 2024 | Abidjan | Guinée-Bissau - Nigeria | 0-1   | CAN 2024 (Groupe A)     |

## O

### Ouganda
| Date         | Lieu                  | Match                   | Score | Compétition             |
| 26 mars 2011 | Bissau, Guinée-Bissau | Guinée-Bissau - Ouganda | 0-1   | Qualifications CAN 2012 |
| 4 juin 2011  | Kampala, Ouganda      | Ouganda - Guinée-Bissau | 2-0   | Qualifications CAN 2012 |

Bilan
- Total de matchs disputés : 2
- Victoires de l'équipe d'Ouganda : 2
- Victoires de l'équipe de Guinée-Bissau : 0
- Match nul : 0

## R

### République centrafricaine
| Date        | Lieu                             | Match                                     | Score | Compétition             |
| 18 mai 2014 | Brazzaville, République du Congo | République centrafricaine - Guinée-Bissau | 0-0   | Qualifications CAN 2015 |
| 31 mai 2014 | Bissau, Guinée-Bissau            | Guinée-Bissau - République centrafricaine | 3-1   | Qualifications CAN 2015 |

Bilan
- Total de matchs disputés : 2
- Victoires de l'Équipe de République centrafricaine : 0
- Victoires de l'équipe de Guinée-Bissau : 1
- Match nul : 1

## S

### Sierra Leone

#### Confrontations
Confrontations entre la Sierra Leone et la Guinée-Bissau :
|    | Date             | Lieu       | Match                        | Score | Compétition                                                       |
| -- | ---------------- | ---------- | ---------------------------- | ----- | ----------------------------------------------------------------- |
| 1  | 11 février 1982  | Praia      | Sierra Leone - Guinée-Bissau | 2-1   | Coupe Amílcar Cabral 1982 (en) (gr. B)                            |
| 2  | 11 février 1985  | Banjul     | Guinée-Bissau - Sierra Leone | 0-0   | Coupe Amílcar Cabral 1985 (en) (gr. A)                            |
| 3  | 6 février 1986   | Dakar      | Sierra Leone - Guinée-Bissau | 3-2   | Coupe Amílcar Cabral 1986 (en) (gr. B)                            |
| 4  | 28 avril 1988    | Bissau     | Guinée-Bissau - Sierra Leone | 0-0   | Coupe Amílcar Cabral 1988 (en) (gr. B)                            |
| 5  | 4 octobre 1992   | Bissau     | Guinée-Bissau - Sierra Leone | 0-3   | Qualifications à la Coupe d'Afrique des nations 1994 (gr. 3)      |
| 6  | 24 avril 1993    | Freetown   | Sierra Leone - Guinée-Bissau | 2-0   | Qualifications à la Coupe d'Afrique des nations 1994 (gr. 3)      |
| 7  | 20 novembre 1995 | Nouakchott | Sierra Leone - Guinée-Bissau | 2-0   | Coupe Amílcar Cabral 1995 (en) (gr. B)                            |
| 8  | 29 novembre 1997 | Banjul     | Sierra Leone - Guinée-Bissau | 2-1   | Coupe Amílcar Cabral 1997 (en) (gr. B)                            |
| 9  | 20 novembre 2005 | Conakry    | Guinée-Bissau - Sierra Leone | 1-1   | Coupe Amílcar Cabral 2005 (en) (gr. B)                            |
| 10 | 17 octobre 2007  | Freetown   | Sierra Leone - Guinée-Bissau | 1-0   | Éliminatoires de la Coupe du monde 2010 : zone Afrique (1er tour) |
| 11 | 17 novembre 2007 | Bissau     | Guinée-Bissau - Sierra Leone | 0-0   | Éliminatoires de la Coupe du monde 2010 : zone Afrique (1er tour) |
| 12 | 2 décembre 2007  | Bissau     | Guinée-Bissau - Sierra Leone | 2-0   | Coupe Amílcar Cabral 2007 (gr. A)                                 |

#### Bilan
Au 22 avril 2019 :
- Total de matchs disputés : 12
- Victoires de la Sierra Leone : 7
- Matchs nuls : 4
- Victoires de la Guinée-Bissau : 1
- Total de buts marqués par la Sierra Leone : 16
- Total de buts marqués par la Guinée-Bissau : 7

### Soudan
| Date             | Lieu          | Match                  | Score | Compétition                          |
| ---------------- | ------------- | ---------------------- | ----- | ------------------------------------ |
| 7 Septembre 2021 | Soudan        | Soudan - Guinée-Bissau | 2-4   | Éliminatoires coupe du monde Afrique |
| 15 Novembre 2021 | Guinée-Bissau | Guinée-Bissau - Soudan | 0-0   | Éliminatoires coupe du monde Afrique |
| 11 Janvier 2022  | Cameroun      | Soudan - Guinée-Bissau | 0-0   | CAN 2022 (Groupe D)                  |

## T

### Togo
| Date             | Lieu                  | Match                | Score | Compétition                       |
| 11 novembre 2011 | Bissau, Guinée-Bissau | Guinée-Bissau - Togo | 1-1   | Éliminatoires Coupe du monde 2014 |
| 15 novembre 2011 | Lomé, Togo            | Togo - Guinée-Bissau | 1-0   | Éliminatoires Coupe du monde 2014 |

Bilan
- Total de matchs disputés : 2
- Victoires de l'équipe du Togo : 1
- Victoires de l'équipe de Guinée-Bissau : 0
- Match nul : 1

## Z

### Zambie
| Date         | Lieu                  | Match                  | Score | Compétition             |
| 13 juin 2015 | Ndola, Zambie         | Zambie - Guinée-Bissau | 0-0   | Qualifications CAN 2017 |
| 4 juin 2016  | Bissau, Guinée-Bissau | Guinée-Bissau - Zambie | 3-2   | Qualifications CAN 2017 |

Bilan
- Total de matchs disputés : 2
- Victoires de l'équipe de Zambie : 0
- Victoires de l'équipe de Guinée-Bissau : 1
- Match nul : 1